# Cueva de Azykh
La cueva de Azykh (en azerí: Azıx mağarası) es un complejo de seis cuevas conocido por haber sido habitado por el hombre de la Edad de Piedra. Se encuentra a unos 3 km al noreste de la aldea de Tugh, en el raión de Füzuli (Azerbaiyán). La cueva y el territorio que la rodea estuvieron bajo el control de las fuerzas armenias entre 1993 y 2020. La cueva de varias capas de Azykh es el monumento más importante de la Edad de Piedra en Azerbaiyán.

## El descubrimiento de la cueva

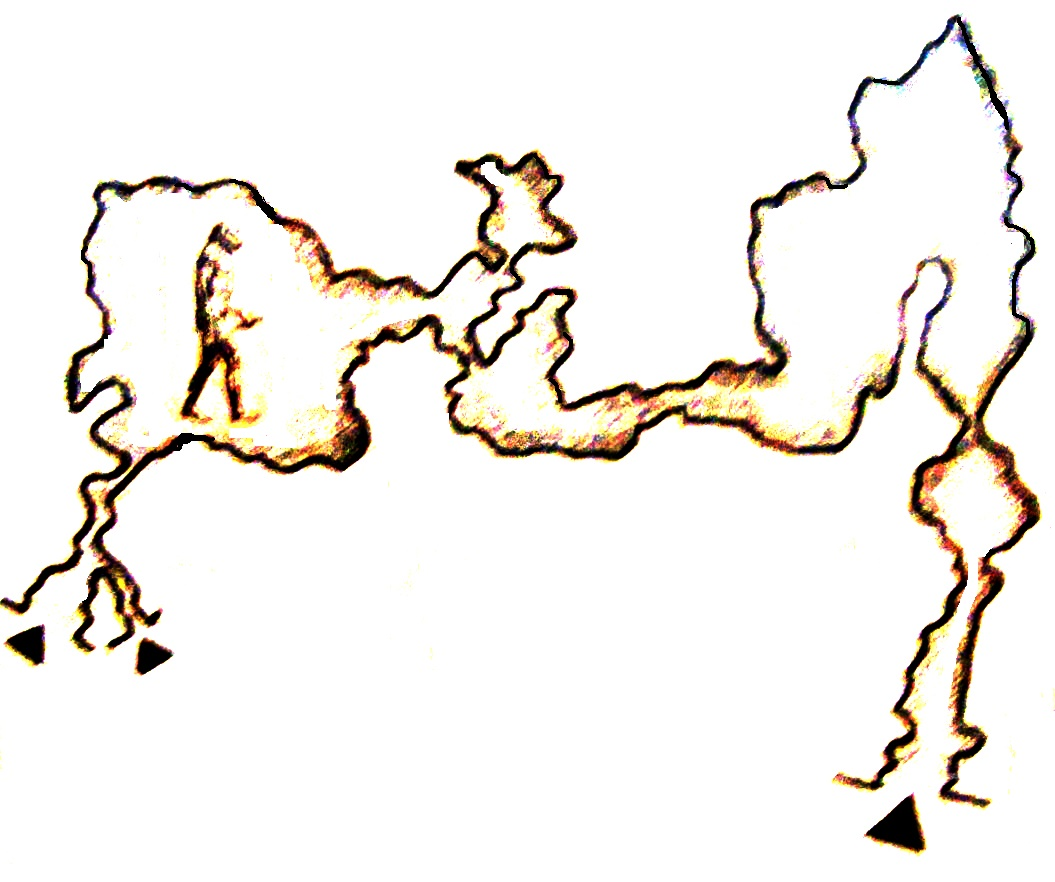
Plan de la cueva

La cueva fue descubierta por la "Expedición Arqueológica Paleolítica" de la Academia Nacional de Ciencias de Azerbaiyán bajo el liderazgo de Mammadali Huseynov en el año 1960, y es considerada como el sitio de una de las más antiguas moradas de proto-humanos en Eurasia. Esta investigación jugó un papel importante en el estudio de la vida de la gente de este tiempo. Un hueso maxilar de estilo neandertal de más de 300 000 años de antigüedad fue encontrado aquí por Mammadali Huseynov en 1968. Durante los estudios en la cueva de Azikh en 1968 fue encontrada una mandíbula humana, correspondiente a una niña preneandertal, clasificada como Azikhantropus. Actualmente este hueso es conservado en la Academia de Ciencias de Bakú; se cree que tiene más de 300 000 años de antigüedad y, por tanto, sería uno de los restos más antiguos de proto-humanos hallados en esta parte del mundo. Su descubrimiento dio lugar al término Hombre de Azykh.

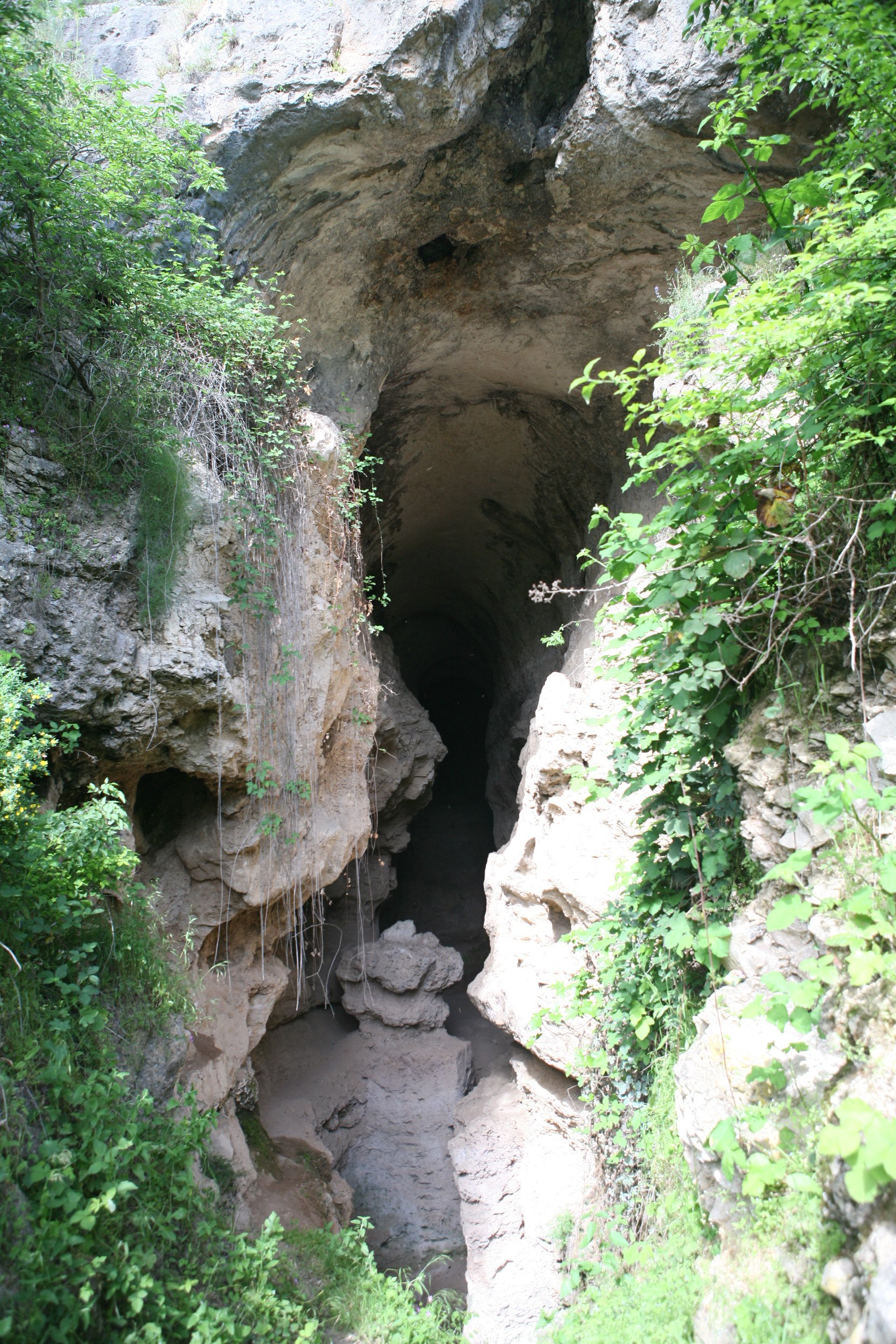
Una de las entradas de cueva Azikh

Los habitantes de la cueva utilizaban herramientas muy primitivas para cortar y realizar otros trabajos. Junto con la caza de ciervos, uros, cabras y osos de las cavernas, también se dedicaban y la recolección. Vivían en un pequeño grupo, formado como resultado de la necesidad natural. En la cueva de Azykh también se encontraron restos de huesos y piedras, que se encuentran alrededor de las manchas de ceniza, en lo que científicos como una forma temprana de la chimenea, de una antigüedad de 600 000 a 700 000 años.
En algunos lugares especialmente escogidos de la cueva se han hallado esbozos —prácticamente garabatos— de tortugas y osos, que probablemente formaron parte de rituales religiosos y representaciones totémicas.
Los arqueólogos han sugerido que los hallazgos en las capas más bajas de la cueva pertenecen a la cultura pre-achelense, una de las más antiguas del mundo (730 000-1 500 000 años) y en muchas formas similar a la cultura olduvayense de la garganta de Olduvai de Tanzania y a la cultura que produjo la famosa cueva de Lascaux, en el sureste de Francia.
La mala calidad de las excavaciones de la década de 1960 dio lugar a una incertidumbre sobre la posición cronológica de las capas. Las excavaciones se reanudaron a mediados de la década de 1990. En 2002, un equipo internacional de investigadores dirigido por Tanya King descubrió entradas a la cueva inalteradas, así como restos de fauna y herramientas de piedra. Actualmente se considera que la cueva albergó algunos de los primeros hábitats de proto-humanos en Eurasia. Si bien son pocos los restos humanos que se han descubierto, las evidencias muestran que la zona fue ocupada por homínidos por un periodo cercano a dos millones de años.
También se descubrieron instrumentos achelenses paleolíticos y restos de fuego en la cueva. A partir de mediados de la década de 1990, investigadores de Armenia, Inglaterra, Irlanda y España comenzaron nuevas excavaciones en la cueva de Azykh. Durante los años 1963-1969 y 1971-1986 según las excavaciones arqueológicas llevadas a cabo en la quinta capa, se encontraron numerosos huesos de animales cazados y 300 piezas de piedra. 

## Capas
Las capas arqueológicas registradas en la Cueva Paleolítica Azykh durante las excavaciones arqueológicas son diez:
1. La primera capa está compuesta de sedimentos negros, a veces amarillos. Durante las excavaciones arqueológicas realizados en 1962-1965, se encontraron partes de platos de arcilla de la Edad Media, la Edad de Bronce y el período Eneolítico. Sin embargo, durante las excavaciones en los años siguientes no registraron los restos materiales que pertenecen al período Eneolítico . El espesor total de la capa fue de 77-125 cm.
2. En la segunda capa se encontraron herramientas de los períodos medieval, de bronce y Eneolítico. El espesor total de la capa era 90-180 sm.
3. De acuerdo con diferentes características, se identificaron tres estratos en la tercera capa durante las excavaciones arqueológicas realizadas entre 1973 y 1974. El primer estrato consiste en un suelo gris oscuro, con partes de roca pequeña; por primera vez en este estrato se encontraron productos de piedra y huesos de animales cazados pertenecientes al Musteriense. El segundo estrato consiste en tierra arcillosa; aquí se descubrieron varias piedras de roca grandes dentro del estrato. El tercer estrato consiste en rocas de arcilla gris, con la parte inferior del mismo consistente en suelo amarillo. Durante las excavaciones arqueológicas realizadas en 1973, veinte herramientas del periodo musteriense se encontraron en el estrato inferior de la tercera capa. Este fue uno de los hallazgos más raros de las excavaciones musterienses, porque estas herramientas caracterizaron el período achelense. El espesor total del tercer estrato fue de 90-145 cm.
4. Hasta las excavaciones arqueológicas de 1973 no se han registrado ejemplos de objetos relacionados con humanos en la cuarta capa. Sin embargo, durante las excavaciones arqueológicas de 1973, aquí se encontraron en la cuarta capa varios objetos de piedra y huesos de animales cazados pertenecientes al último período del achelenses.
5. La quinta capa consiste de tierra amarilla. En la quinta capa de la cueva de Azykh se encontraron chimeneas para cocinar, instalaciones de edificios primarios y cráneos de osos.
6. La sexta capa consiste en suelo de arcilla gris. Aquí se encontraron más de 3000 piezas de piedra. El espesor de la capa era de 55-87 cm.
7. En los artículos sobre la Cueva Azykh publicados en 1974 sobre excavaciones arqueológicas se indicó que no había restos de material arqueológico debajo de la 6ª capa. Sin embargo, durante las excavaciones arqueológicas en sedimentos de cueva debajo de 6ª capa, en 1974, fueron encontradas cuatro capas arqueológicos (7º -10º capas) con restos materiales. El espesor de la capa fue de 82-98 cm.
8. Se encontraron piezas únicas de roca caídas del techo de la cueva. El grosor de la base era 90-115 cm.
9. El espesor de la capa fue de 78-84 cm.
10. La décima capa está compuesta de un suelo de arcilla amarilla. Durante las excavaciones arqueológicas, se encontraron herramientas de piedra dentro de esta capa. El espesor de la capa fue de 78-83 cm.

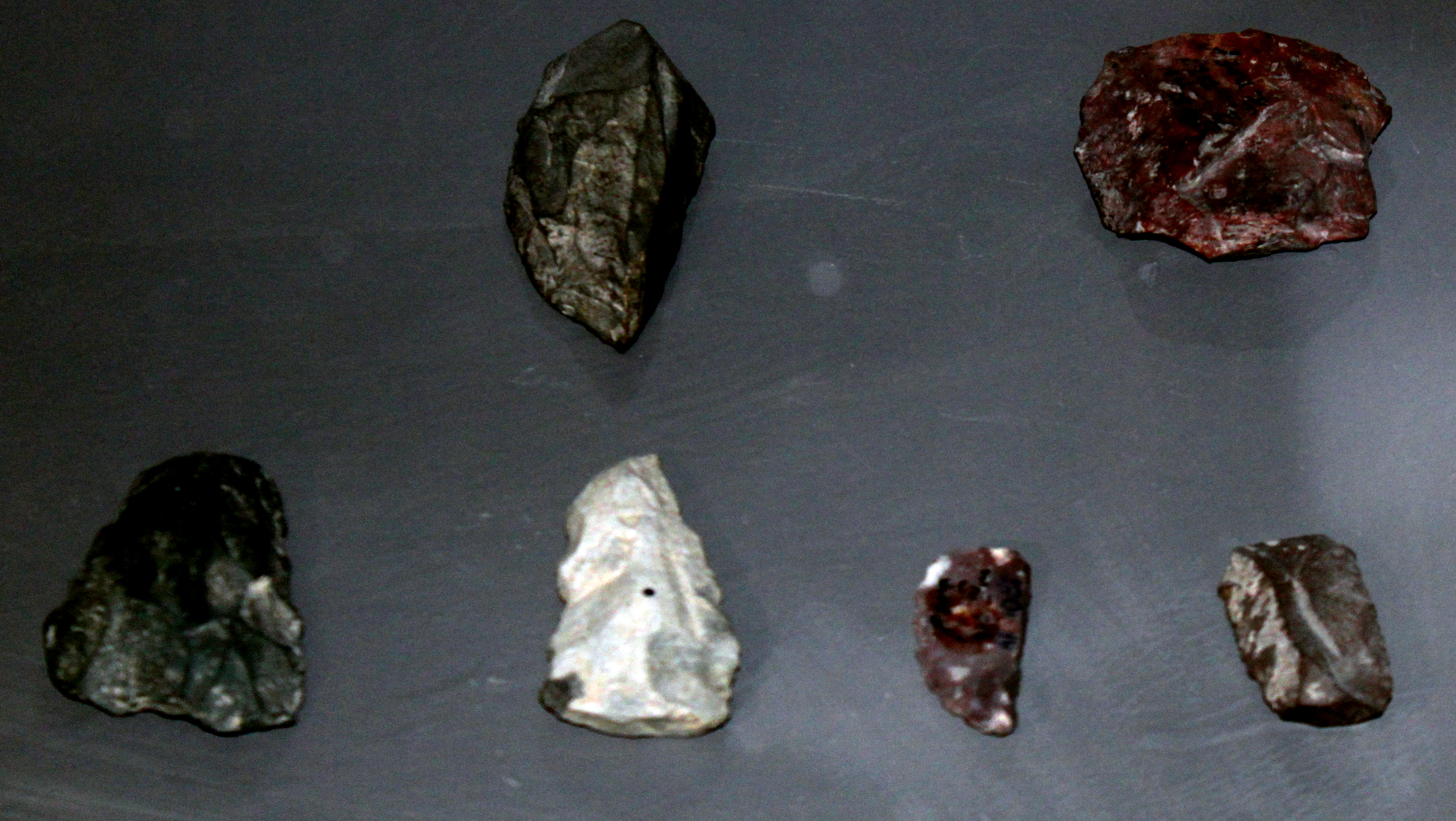
Herramientas de tercera capa
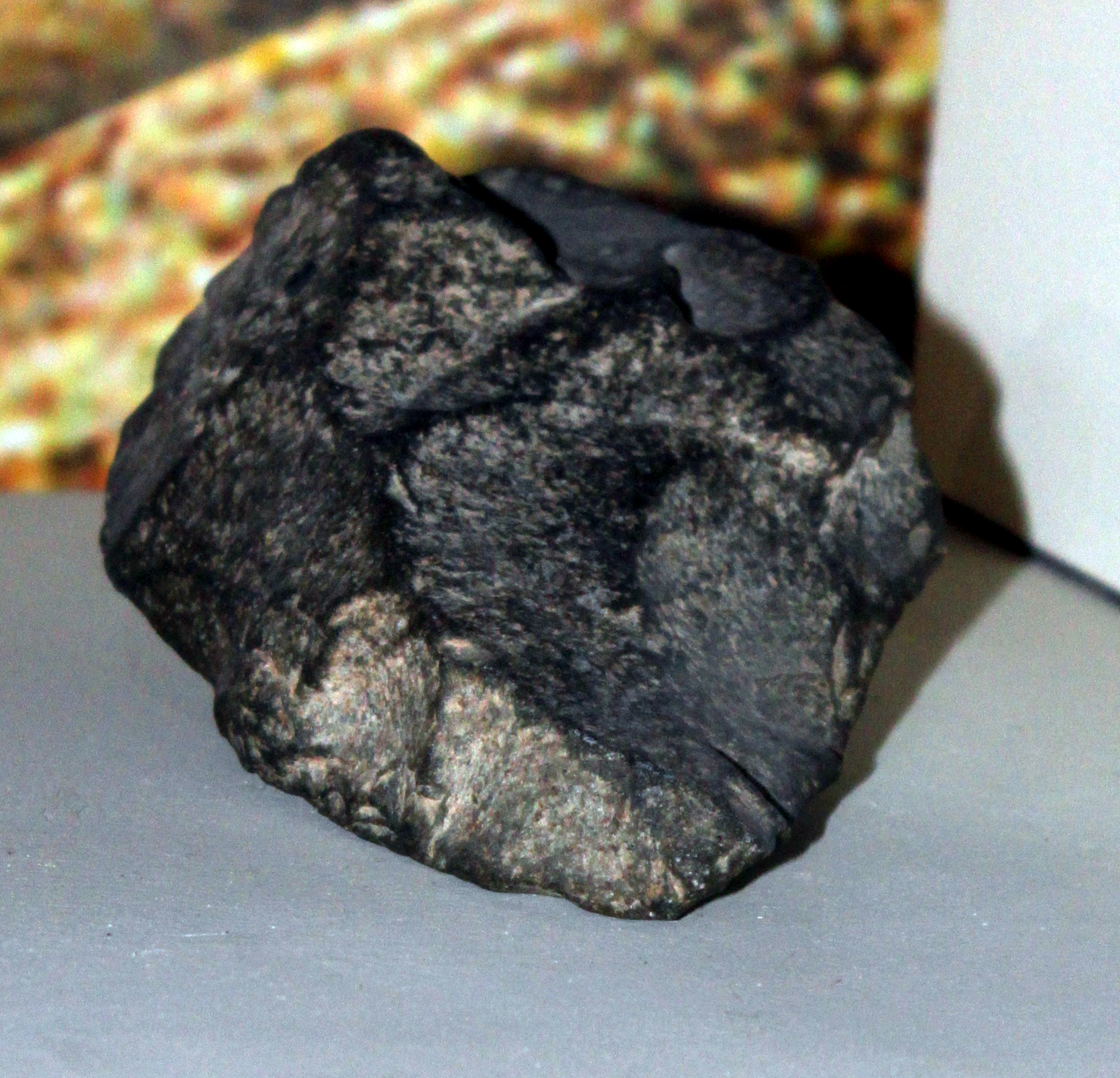
Herramienta de cuarta capa
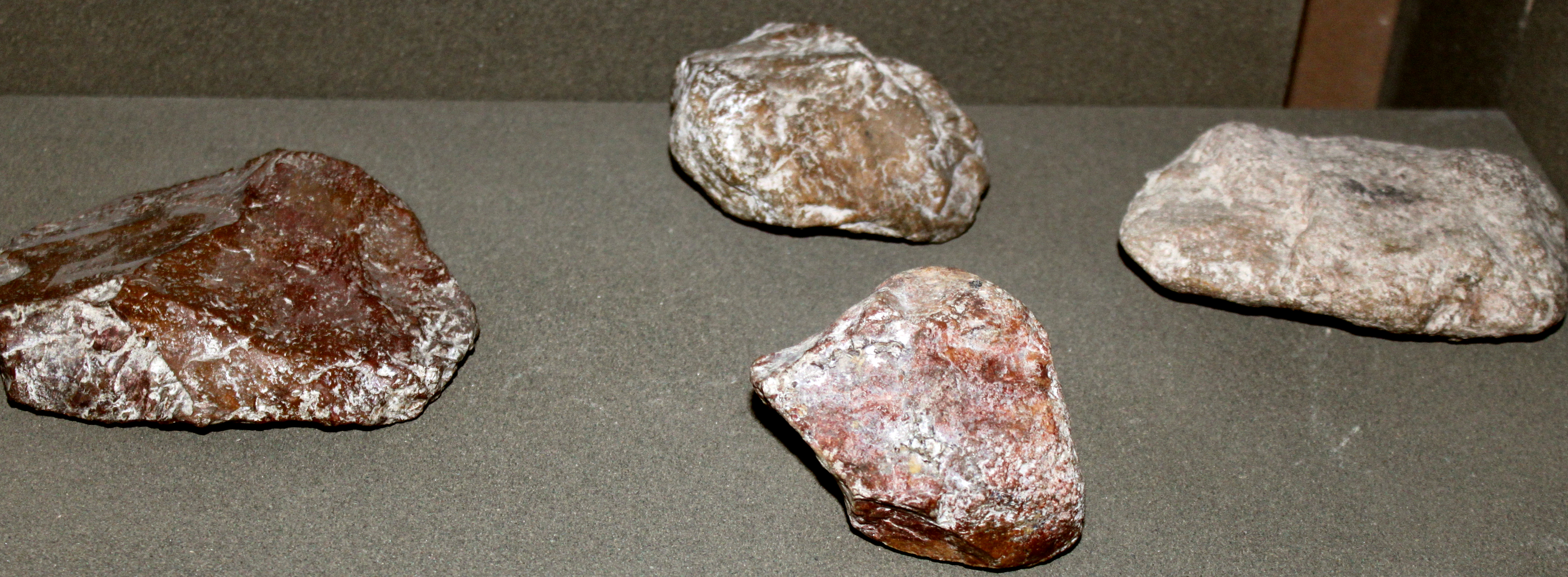
Herramienta de la cultura de Kuruchai